# Gamtsjen
De Gamtsjen (Russisch: Гамчен), Gamtsjenski of Gamtsjenskaja Sopka is een complexe vulkaan in het Gamtsjengebergte (waartoe ook de iets noordelijker gelegen vulkanen Komarov en Vysoki behoren) ten oosten van het Oostelijk Gebergte in het noordelijk deel van het natuurreservaat zapovednik Kronotski nabij de oostkust van het Russische schiereiland Kamtsjatka. Het complex bevindt zich ten noorden van de vulkanen Kronotskaja Sopka en de Sjmidt en ten zuidwesten van de vulkaan Kizimen aan de zuidrand van het Gamtsjengebergte, die het noordelijkste punt vormt van de oostelijke vulkanengordel van Kamtsjatka.
Het Gamtsjencomplex bestaat uit vier stratovulkanen; Joezjny Gamtsjen (of Glavny), Severny Gamtsjen, Molodoj en Barani, die zich bevinden in een oude caldera van 15 bij 23 kilometer.
Severny en Joezjny Gamtsjen
De steile 2576 meter hoge geërodeerde basaltvulkaan Joezjny (zuid) en de eveneens sterk geërodeerde 2300 meter hoge steile andesietvulkaan Serverny (noord) Gamtsjen zijn met elkaar verbonden en werden in het Pleistoceen gevormd. De beide vulkanen hebben respectievelijk een omavang van 4,5 bij 7,0 kilometer en 3 bij 7 kilometer en een volume van 15 km³ and 8 km³. Aan het begin van het Holoceen stortte de top van de Gamtsjen in, waardoor grote ladingen puin over de oostelijke flank naar beneden kwamen.
Molodoj
De kleine vulkaan Molodoj op de oostelijke flank van de Severny Gamtsjen meet 3 bij 4,5 kilometer aan de basis en heeft een volume van 3,6 km³. De vulkaan heeft aan de top een goed bewaarde nauwe krater van 200 meter breed en ongeveer 80 meter diep, waarvan de bodem is bedekt met een gletsjer. De krater hiervan bestaat vooral uit scoria en lapili. Op de oostflank bevinden zich twee koepelvulkanen met korte lavastromen.
Barani
De jonge vulkaan Barani ("schapen") op de zuidoostelijke flank van de Joezjny Gamtsjen heeft aan de basis een omvang van 2 bij 2,5 kilometer, een volume van 1,5 km² en heeft een schuin aflopende krater met een diameter van 450 meter en een diepte van 200 meter, waarvan de wanden bestaan uit basalt en tufsteen. In het zuidelijke en westelijke deel van de krater bevinden zich fumaroles, met een temperatuur tussen de 41 en 80°C. Barani vormt de bron van een lavaveld naar het oosten en noordoosten toe, dat actief was tussen 1600 en 1000 v. Chr.
Op de hellingen van het complex, die sterk zijn doorsneden met uitgesleten groeven en barrancos (radiaal verlopende kloven), bevinden zich lavakoepels, waarvan de Loekovitsa ("uienbol") als laatste werd gevormd tijdens de laatste stadia van de activiteit van de Barani. Zowel de Barani als de Loekovitsa bestaan uit kaliumarm basalt en basalt-andesiet. In het complex bevindt zich ook de schildvulkaan Menner.